# Сара Канинг
Сара Канинг (енгл. Sara Canning; Гандер, 14. јул 1987) је канадска глумица. Глумила је у The CW телевизијској серији Вампирски дневници (енгл. The Vampire Diaries) као Џена Самерс, и појавила се у играном филму Black Field. Такође је глумила у канадској телевизијској серији Нови Свет (енгл. New World), и као Др Мелиса на каналу Глобал у медицинској драми Лек (енгл. Remedy) .

## Младост
Живела је у Ganderу до једанаесте године, а затим се преселила у Шервуд Парк, близу Едмонтона, Алберта. Такмичила као клизачица у свом детињству и раним адолесцентским годинама, и заинтересовала се за позориште као студент на F.R. Haythorne Junior High. Глумила је у неколико позоришних продукција док је похађала Bev Facey Community High School.
Почела је да студира Опште уметности на Универзитет у Алберти (енгл. University of Alberta) , и узима у обзир новинарство.
Још увек заинтересована да учествује, напушта факултет у 19-ој и одлази у Ванкувер да настави глумачку каријеру.

## Каријера
Почиње да глуми на телевизијским серијама и ТВ филмовима израђени у Ванкувер. Радила је у ресторану и имала мањак времена за снимање филма. Њена прва улога била је 2008. године играјући Ники Хилтон у Папараци принцеза: Парис Хилтон прича . Играла је Ану Слути (енгл. Anne Sluti), 17 година старију девојку која је била отета од стране лудог криминалца (Џејмс ван дер Бик). Играла је у Вампирским дневницима као Џена Сомерс, тетка и чувар Елене Гилберт (Нина Добрев) и њеног млађег брата Џеремија, Стивен Р. Маквин (енгл. Steven R. McQueen) . Канинг је била млађа или истих година као њен колега који су имали улогу сећање на средњу школу. Тим шминкера и стилиста радио је на томе да изгледају старије. Канинг такође умањује свој Канадски акценат у улози. Канинг се појавила у другој сезони Вампирских дневника од 2010-2011 док њен лик није убијен у епизоди Сунце се поново рађа(енгл. "The Sun Also Rises") .
Заинтересована је за писање и режирање. Од септембра 2010. године почела је да пише љубавну причу.
Канинг се појавила у Мислим да знам (енгл. I Think I Do), за које је почело снимање у јануару 2012. године у Едминтону.
Њена следећа глума је била од 2012—2013. године на Space тв каналу Нови свет (енгл. New World).
Канинг је такође глумила са Ароном Ашмором (енгл. Aaron Ashmore) у мрачној романтичној комедији I Put a Hit on You. Године 2013. придружила се психолошком драмском филму Eadweard.

## Приватни живот
Канинг се преселила у Атланти, Џорџија због Вампирских дневника. Она је навела у Парада магазину да југ Сједињених Америчких Држава има много другачију културу од Западне обале Канаде, али је постала као њена "друга кућа".

## Филмографија
| Година  | Наслов                               | Улога                  | Белешке           |
| ------- | ------------------------------------ | ---------------------- | ----------------- |
| 2008    | Папараци принцеза:Парис Хилтон прича | Ники Хилтон            | Телевизијски филм |
| 2008    | Smallville                           | Асистент               | - ТВ серија,      |
| 2008    | Slap Shot 3: The Junior League       | Hope                   | Филм              |
| 2009    | Црна киша                            | Дорти                  | ТВ филм           |
| 2009    | Отмица усред бела дана               | Ана Слути              | ТВ филм           |
| 2009    | Киле КСИ                             | Redhead                | ТВ серија         |
| 2009    | Come Dance at My Wedding             | Andrea Merriman        | ТВ филм           |
| 2009    | Црно поље                            | Maggie McGregor        | Играни филм       |
| 2009–14 | Вампирски дневници                   | Џена Сомерс            | ТВ серија         |
| 2011    | Лов на I-5 Килер                     | Beth Williams          | ТВ филм           |
| 2012    | Натприродан                          | Лидија                 | ТВ серија         |
| 2012    | Ханин закон                          | Хана Беамонт           | ТВ филм           |
| 2012–13 | Древни: Нови Свет                    | Dylan Weir             | ТВ серија         |
| 2013    | Мислим да знам                       | Audrey Ryan            |                   |
| 2013    | King & Maxwell                       | Claire Culpepper       | ТВ серија         |
| 2013    | The Right Kind of Wrong              | Colette                |                   |
| 2013    | Гаража Продаја Мистерија             | Хана                   | ТВ филм           |
| 2013    | Dojlova Republika                    | Џесика                 | ТВ серија         |
| 2014    | I Put a Hit on You                   | Harper                 |                   |
| 2014–15 | Remedy                               | Др. Мелиса             | ТВ серија         |
| 2014    | Хел он Велс                          | Charlotte Royce        | ТВ серија         |
| 2015    | Eadweard                             | Flora Shallcross Stone | Номинован – 2015  |
| 2017    | Планета мајмуна: Рат                 | Лејк                   |                   |
|         |                                      |                        |                   |